# Цыганов, Дмитрий Михайлович
Дмитрий Михайлович Цыгано́в (1903—1992) — советский российский скрипач, педагог. Народный артист СССР (1979). Лауреат Сталинской премии первой степени (1946).

## Биография
Родился 27 февраля (12 марта) 1903 года в Саратове.
С детских лет занимался музыкой, овладевая игрой на скрипке и фортепиано под руководством отца, который был скрипачом. Учился в Саратовской консерватории в классе Ярослава Гаека.
В 1919 году вступил добровольцем в РККА, был концертмейстером симфонического оркестра Политотдела Юго-Восточного фронта, первым скрипачом квартета и скрипачом-солистом.
В 1922 году окончил Московскую консерваторию по классу скрипки А. Я. Могилевского и классу композиции Г. Л. Катуара.
Одновременно с окончанием консерватории начал концертную деятельность. Известен главным образом ансамблевой игрой: в 1923 году был одним из основателей Квартета им. Л. ван Бетховена, в котором играл партию первой скрипки больше 50 лет (до 1977 года). Квартет гастролировал по СССР и за рубежом, был первым исполнителем многих произведений С. С. Прокофьева, Д. Д. Шостаковича, Н. Я. Мясковского, В. Я. Шебалина и других советских композиторов.
Впервые в СССР исполнил циклы из 10 сонат Л. ван Бетховена (с Л. Н. Обориным), произведения Н. К. Метнера (с автором), «Пять мелодий» С. С. Прокофьева (с Г. Г. Нейгаузом и автором), двойную Сонату М. Равеля (с С. М. Козолуповым), сонату fis-moll М. Регера (с Г. Г. Нейгаузом), «Мифы» К. Шимановского (с ним же), сонаты для 2 скрипок Д. Мийо и С. С. Прокофьева (с В. П. Ширинским) и др.
Прославился как исполнитель произведений Н. Паганини и Д. Д. Шостаковича. Первый исполнитель в истории полного цикла «24 каприса для скрипки соло» Н. Паганини (впервые после самого Н. Паганини) в Большом зале Московской консерватории в 1923 году. Ему посвящён 12-й струнный квартет Д. Д. Шостаковича, с которым скрипача связывали многолетняя дружба и творчество.
Осуществил ряд скрипичных транскрипций произведений И. С. Баха, А. Вивальди, П. И. Чайковского, И. Ф. Стравинского, Р. К. Щедрина и др., редактировал каденции к скрипичным концертам разных композиторов.
Преподавал в Московской консерватории им. П. И. Чайковского (1930—1985, профессор с 1935 года, заведующий одной из скрипичных кафедр (1956—1985)). Среди учеников — М. Федотов, С. Гиршенко, Ю. Корчинский, З. Шихмурзаева и др.
Член жюри ряда международных конкурсов скрипачей-исполнителей (в Брюсселе, Монреале, Генуе, Праге, Бухаресте, Женеве, Мюнхене, Зальцбурге, Познани, Будапеште, Берлине). Постоянный член жюри Международного конкурса им. П. И. Чайковского по специальности «скрипка», с момента его основания.
Автор статей по вопросам скрипичного исполнительства.
Умер 25 марта 1992 года (по другим источникам — 27 марта) в Москве. Похоронен на Ваганьковском кладбище (участок 20).

## Звания и награды
- Заслуженный деятель искусств РСФСР (1944)
- Народный артист РСФСР (1965)
- Народный артист СССР (1979)[1]
- Сталинская премия первой степени (1946)[1] — за концертно-исполнительскую деятельность в составе квартета имени Бетховена
- Три ордена Трудового Красного Знамени (в том числе 1946, 1966)
- Медаль «За доблестный труд в Великой Отечественной войне 1941—1945 гг.»
- Медаль «За доблестный труд. В ознаменование 100-летия со дня рождения Владимира Ильича Ленина»
- Медаль «Ветеран труда»
- Золотая медаль Московской консерватории (1922)
- «Гран при» Парижской академии Шарля Кро (1957, за запись фортепианного квинтета Д. Шостаковича с участием автора)[1]
- Почётная медаль Фонда им. Э. Изаи
- Памятные медали королев Бельгии Елизаветы и Фабиолы
- Почётный член японской Ассоциации педагогов-струнников.